# Audi Q3 F3

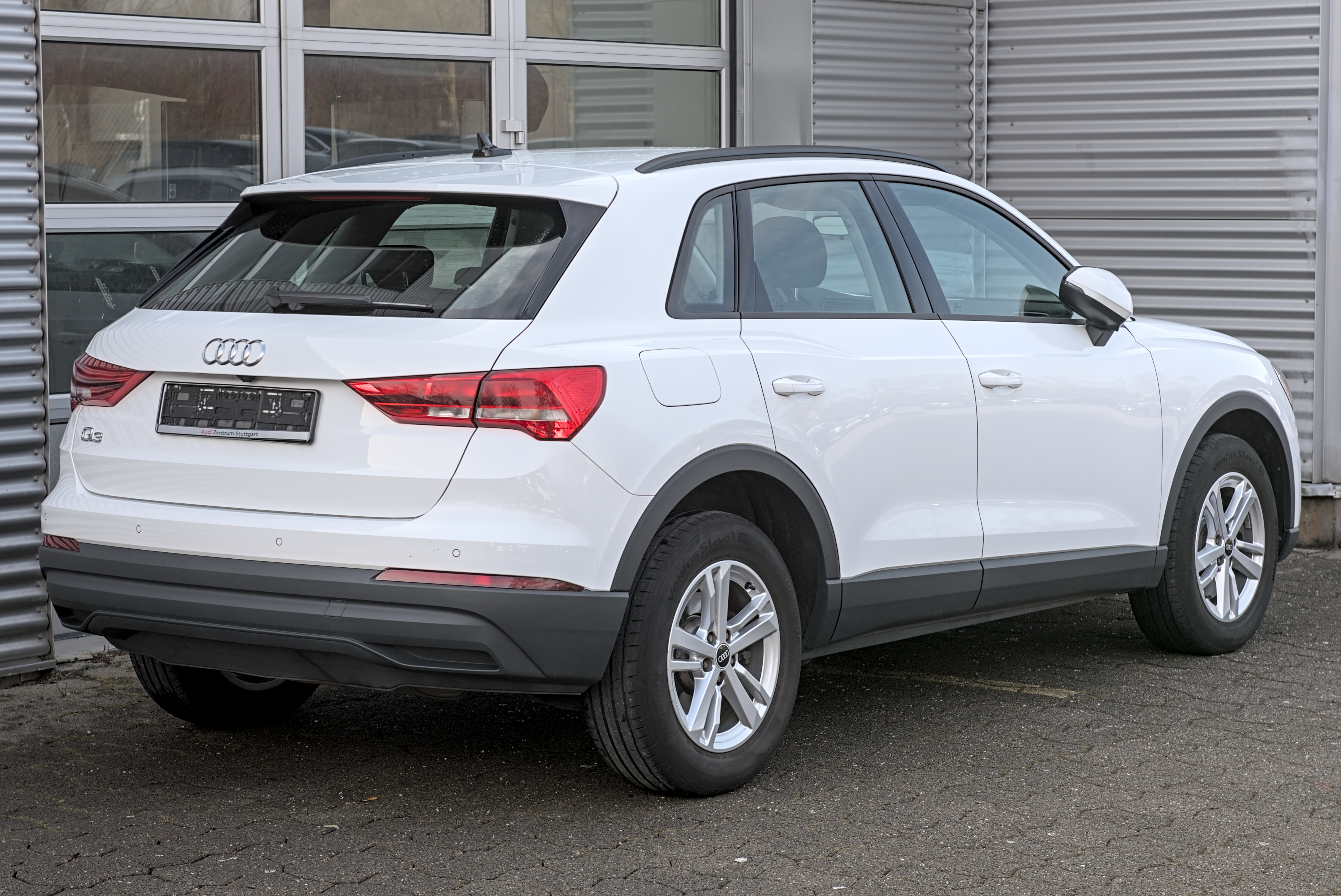
Heckansicht

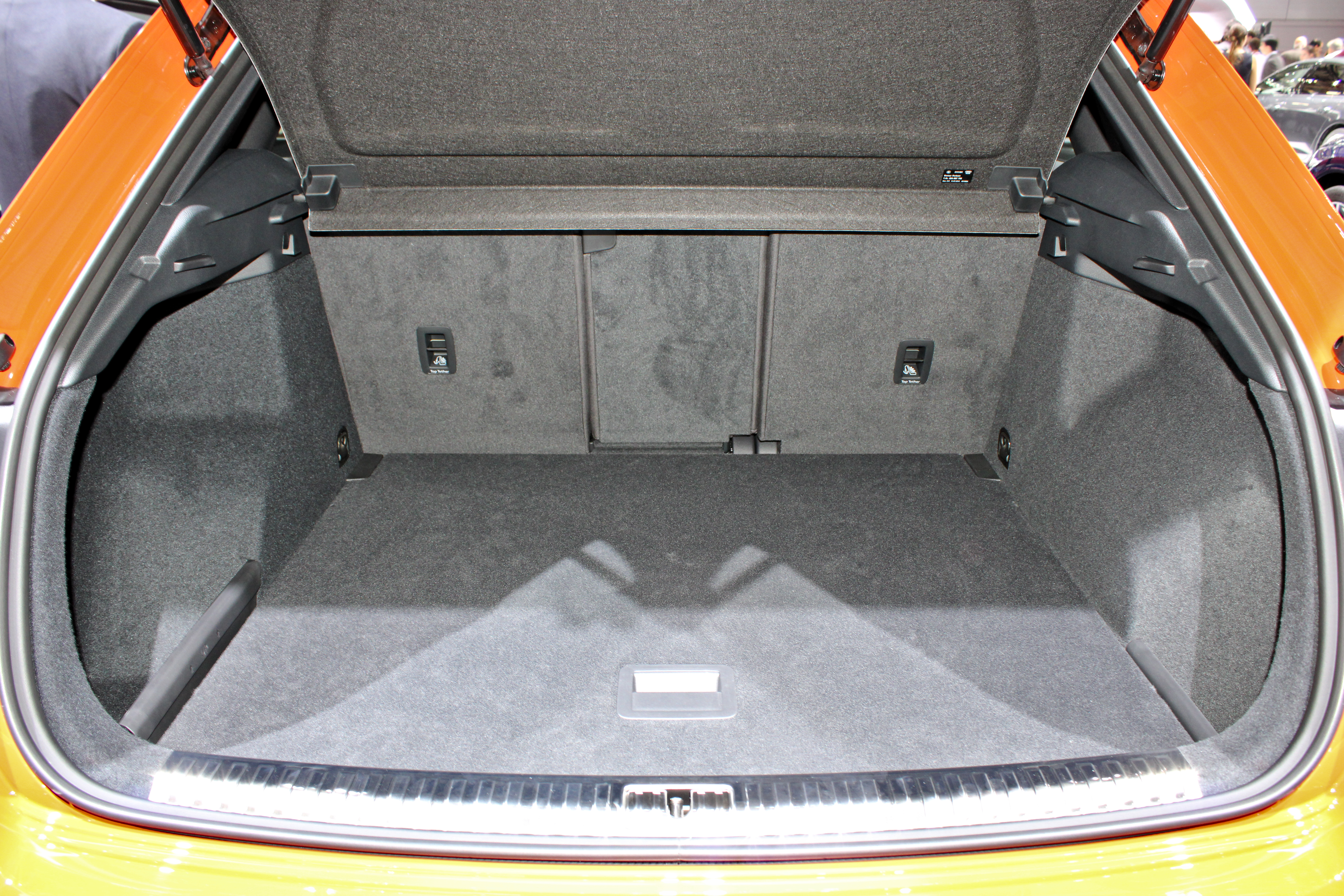
Kofferraum

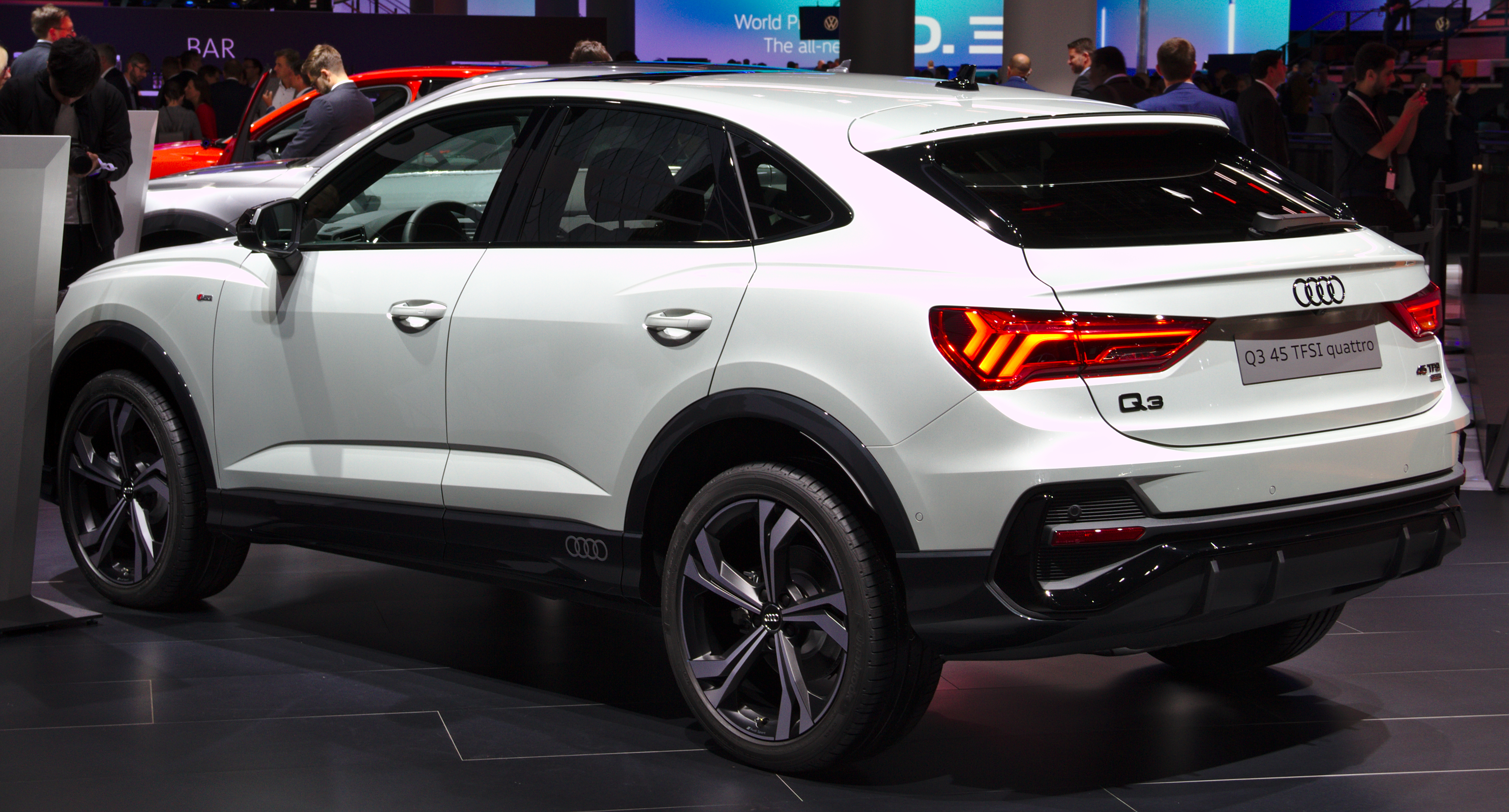
Audi Q3 Sportback

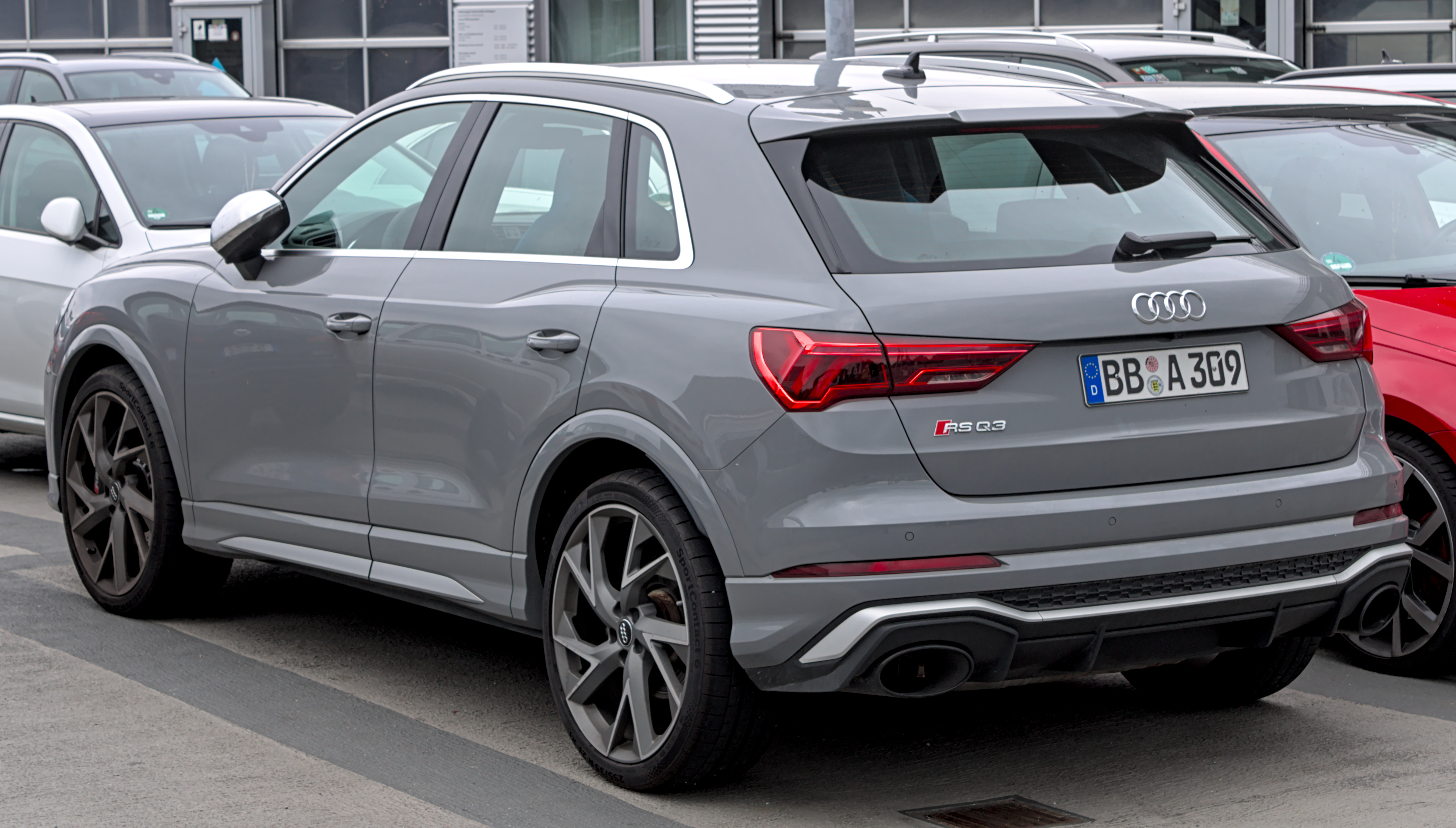
Audi RS Q3

Der Audi Q3 (interne Typbezeichnung F3) ist die zweite Generation des Kompakt-SUVs Q3 des deutschen Automobilherstellers Audi. Es wurde zwischen 2018 und 2025 gebaut. Im Juli 2019 wurde mit dem Audi Q3 Sportback eine Variante mit Schrägheck vorgestellt.

## Modellgeschichte und Produktion
Das Fahrzeug wurde am 25. Juli 2018 vorgestellt und wurde ab dem 28. August 2018 als Nachfolgemodell des Q3 8U in Győr bei Audi Hungaria in Serie produziert. Die formale Messepremiere fand auf dem Pariser Autosalon desselben Jahres statt.
Am 24. Juli 2019 wurde mit dem Audi Q3 Sportback eine Karosserievariante mit flacher auslaufendem Dach vorgestellt. Sie kam im Herbst 2019 auf den Markt.
Ende September 2019 präsentierte Audi den RS Q3 und den RS Q3 Sportback. Ende 2019 kamen die Topmodelle der Baureihe in den Handel.
Das Nachfolgemodell Q3 FJ präsentierte Audi im Juni 2025.

## Ausstattung
Für das Fahrzeug waren drei Ausstattungslinien erhältlich: Q3, Q3 advanced und Q3 S line.

### Infotainment
Der Audi virtual cockpit genannt digitale Kombiinstrument hat serienmäßig ein 10-Zoll-Display; auf Wunsch war das Display in 12,3-Zoll-Größe mit 3D-Darstellung lieferbar. In der Mitte der Instrumententafel sitzt ein weiteres Display für das Infotainmentsystem.

### Innenraum
Die Rückbank kann längs um 150 Millimeter verschoben und ihre Lehne in sieben Stufen neigungsverstellt werden. Beim Q3 Sportback ist sie ca. 130 Millimeter verschiebbar. Der Gepäckraum beider Karosserievarianten fasst 530 Liter; bei umgeklappten Rücksitzen hat die Variante mit konventionellem Dach mit 1525 Litern ein um 125 Liter größeres Volumen als die mit flacherer Heckscheibe, bei der 1400 Liter hineinpassen.

## Technik
Das Fahrzeug baut auf dem modularen Querbaukasten des Volkswagen-Konzerns auf.

### Fahrwerk
Die Vorderräder sind an MacPherson-Federbeinen mit Querlenkern aufgehängt, hinten ist eine Vierlenkerachse eingebaut. Auf Wunsch waren Dämpfer mit verstellbarer Kennlinie erhältlich. Die Lenkung, mit einer mittleren Übersetzung von 14,8 : 1, ist eine Zahnstangenlenkung mit geschwindigkeitsabhängiger, elektromechanischer Servounterstützung. Weiter war auf Wunsch eine sogenannte „Progressivlenkung“ mit variabler Übersetzung von 14,8 : 1 um die Mittellage bis 11,4 : 1 bei vollem Lenkeinschlag erhältlich.

### Sicherheit
Die serienmäßigen Scheinwerfer haben Leuchtdioden (LED) für Tagfahrlicht, Abblendlicht und Fernlicht; die Frontblinker und Rückleuchten sind mit Glühlampen ausgeführt und die Kennzeichenbeleuchtung mit LED. Matrix-LED-Scheinwerfer und LED-Rückleuchten kosteten Aufpreis. Beim 2018 durchgeführten Euro-NCAP-Crashtest wurde das Fahrzeug mit fünf Sternen bewertet.

### Motoren
Ab Markteinführung standen für das Fahrzeug zwei aufgeladenen Ottomotoren mit vier Zylindern in Reihe und Benzindirekteinspritzung in drei Leistungsstufen mit 110 kW (35 TFSI, 1,5 Liter Hubraum), 140 kW (40 TFSI, 2,0 Liter Hubraum) bzw. 169 kW (45 TFSI, 2,0 Liter Hubraum) zur Wahl. Es gab auch einen 2,0-Liter-Dieselmotor mit Turboaufladung und Common-Rail-Einspritzung in zwei Leistungsstufen mit 110 kW oder 140 kW mit den Bezeichnungen 35 TDI und 40 TDI. Ab Oktober 2019 wurde außerdem der RS Q3 mit einem 294 kW starken 2,5-Liter-Fünfzylinder-Ottomotor verkauft.

### Antriebsstrang
Mit Vorderradantrieb waren der 35 TFSI und 35 TDI erhältlich. Die anderen Varianten haben serienmäßig Allradantrieb, der auch optional beim 35 TDI in Verbindung mit einem Sechsgang-Schaltgetriebe lieferbar war. Ein 7-Gang-Doppelkupplungsgetriebe war bei 40 TFSI, 45 TFSI und 35 TDI (mit Vorderradantrieb) serienmäßig, beim 35 TFSI gegen Aufpreis lieferbar.

## Technische Daten

### Ottomotoren
|                                                 | 35 TFSI                   | 35 TFSI                   | 35 TFSI                   | 35 TFSI                   | 40 TFSI                   | 40 TFSI                   | 40 TFSI                   | 40 TFSI                   | 45 TFSI e                                        | 45 TFSI                   | 45 TFSI                   | 45 TFSI                   | 45 TFSI                   | RS Q3                     | RS Q3                     |
| ----------------------------------------------- | ------------------------- | ------------------------- | ------------------------- | ------------------------- | ------------------------- | ------------------------- | ------------------------- | ------------------------- | ------------------------------------------------ | ------------------------- | ------------------------- | ------------------------- | ------------------------- | ------------------------- | ------------------------- |
| Bauzeitraum                                     | 11/2018–09/2019           | 09/2019–10/2020           | 08/2020–02/2024           | 02/2024–06/2025           | 11/2018–06/2019           | 06/2019–08/2020           | 01/2021–02/2024           | 02/2024–06/2025           | 01/2021–12/2023                                  | 11/2018–06/2019           | 06/2019–08/2020           | 01/2021–02/2024           | 02/2024–06/2025           | 10/2019–10/2020           | 10/2020–05/2023           |
| Motorkennbuchstaben                             | DPC                       | DPC                       |                           |                           | DKTC                      | DKT                       |                           |                           | DGEA                                             | DKTA                      | DKT                       |                           |                           | DNWA                      | DNWA                      |
| Motorbaureihe                                   | VW EA211evo               | VW EA211evo               | VW EA211evo               | VW EA211 evo 2            | VW EA888                  | VW EA888                  | VW EA888                  | VW EA888                  | VW EA211                                         | VW EA888                  | VW EA888                  | VW EA888                  | VW EA888                  | VW EA855evo               | VW EA855evo               |
| Motorart                                        | Ottomotor                 | Ottomotor                 | Ottomotor                 | Ottomotor                 | Ottomotor                 | Ottomotor                 | Ottomotor                 | Ottomotor                 | Ottomotor + Elektromotor                         | Ottomotor                 | Ottomotor                 | Ottomotor                 | Ottomotor                 | Ottomotor                 | Ottomotor                 |
| Motorbauart                                     | Reihenbauart              | Reihenbauart              | Reihenbauart              | Reihenbauart              | Reihenbauart              | Reihenbauart              | Reihenbauart              | Reihenbauart              | Reihenbauart + permanenterregte Synchronmaschine | Reihenbauart              | Reihenbauart              | Reihenbauart              | Reihenbauart              | Reihenbauart              | Reihenbauart              |
| Motoraufladung                                  | Turbolader                | Turbolader                | Turbolader                | Turbolader                | Turbolader                | Turbolader                | Turbolader                | Turbolader                | Turbolader                                       | Turbolader                | Turbolader                | Turbolader                | Turbolader                | Turbolader                | Turbolader                |
| Bordnetz                                        | –                         | –                         | 48 Volt MHEV (1)          | 48 Volt MHEV (1)          | –                         | –                         | –                         | –                         | –                                                | –                         | –                         | –                         | –                         | –                         | –                         |
| Gemischaufbereitung                             | Benzindirekteinspritzung  | Benzindirekteinspritzung  | Benzindirekteinspritzung  | Benzindirekteinspritzung  | Benzindirekteinspritzung  | Benzindirekteinspritzung  | Benzindirekteinspritzung  | Benzindirekteinspritzung  | Benzindirekteinspritzung                         | Benzindirekteinspritzung  | Benzindirekteinspritzung  | Benzindirekteinspritzung  | Benzindirekteinspritzung  | Benzindirekteinspritzung  | Benzindirekteinspritzung  |
| Zylinder/Ventile                                | 4/16                      | 4/16                      | 4/16                      | 4/16                      | 4/16                      | 4/16                      | 4/16                      | 4/16                      | 4/16                                             | 4/16                      | 4/16                      | 4/16                      | 4/16                      | 5/20                      | 5/20                      |
| Hubraum                                         | 1498 cm³                  | 1498 cm³                  | 1498 cm³                  | 1498 cm³                  | 1984 cm³                  | 1984 cm³                  | 1984 cm³                  | 1984 cm³                  | 1395 cm³                                         | 1984 cm³                  | 1984 cm³                  | 1984 cm³                  | 1984 cm³                  | 2480 cm³                  | 2480 cm³                  |
| max. Leistung bei min−1, Verbrennungsmotor      | 110 kW (150 PS)/5000–6000 | 110 kW (150 PS)/5000–6000 | 110 kW (150 PS)/5000–6000 | 110 kW (150 PS)/5000–6000 | 140 kW (190 PS)/4200–6700 | 140 kW (190 PS)/4200–6700 | 140 kW (190 PS)/4200–6000 | 140 kW (190 PS)/4200–6000 | 110 kW (150 PS)/5000–6000                        | 169 kW (230 PS)/5000–6700 | 169 kW (230 PS)/5000–6700 | 180 kW (245 PS)/5000–6500 | 180 kW (245 PS)/5250–6500 | 294 kW (400 PS)/5850–7000 | 294 kW (400 PS)/5850–7000 |
| max. Leistung, Elektromotor (Peak)              | —                         | —                         | —                         | —                         | —                         | —                         | —                         | —                         | 85 kW (116 PS)                                   | —                         | —                         | —                         | —                         | —                         | —                         |
| Dauerleistung Elektromotor                      | —                         | —                         | —                         | —                         | —                         | —                         | —                         | —                         | 55 kW (75 PS)                                    | —                         | —                         | —                         | —                         | —                         | —                         |
| max. Systemleistung                             | —                         | —                         | —                         | —                         | —                         | —                         | —                         | —                         | 180 kW (245 PS)                                  | —                         | —                         | —                         | —                         | —                         | —                         |
| max. Drehmoment bei min−1, Verbrennungsmotor    | 250 Nm/1500–3500          | 250 Nm/1500–3500          | 250 Nm/1500–3500          | 250 Nm/1500–3500          | 320 Nm/1500–4200          | 320 Nm/1500–4200          | 320 Nm/1500–4100          | 320 Nm/1500–4100          | 250 Nm/1550–3500                                 | 350 Nm/1500–4400          | 350 Nm/1500–4400          | 370 Nm/1600–4300          | 370 Nm/1600–4300          | 480 Nm/1950–5850          | 480 Nm/1950–5850          |
| max. Drehmoment, Elektromotor                   | —                         | —                         | —                         | —                         | —                         | —                         | —                         | —                         | 330 Nm                                           | —                         | —                         | —                         | —                         | —                         | —                         |
| max. Systemdrehmoment                           | —                         | —                         | —                         | —                         | —                         | —                         | —                         | —                         | 400 Nm                                           | —                         | —                         | —                         | —                         | —                         | —                         |
| Antriebsart, Serie                              | Vorderradantrieb          | Vorderradantrieb          | Vorderradantrieb          | Vorderradantrieb          | Allradantrieb (2)         | Allradantrieb (2)         | Allradantrieb (2)         | Allradantrieb (2)         | Vorderradantrieb                                 | Allradantrieb (2)         | Allradantrieb (2)         | Allradantrieb (2)         | Allradantrieb (2)         | Allradantrieb (2)         | Allradantrieb (2)         |
| Antriebsart, Option                             | —                         | —                         | —                         | —                         | —                         | —                         | —                         | —                         | —                                                | —                         | —                         | —                         | —                         | —                         | —                         |
| Getriebe, Serie                                 | 6-Gang-Schaltgetriebe     | 6-Gang-Schaltgetriebe     | 6-Gang-Schaltgetriebe     | 6-Gang-Schaltgetriebe     | 7-Gang-S-tronic           | 7-Gang-S-tronic           | 7-Gang-S-tronic           | 7-Gang-S-tronic           | 6-Gang-S-tronic                                  | 7-Gang-S-tronic           | 7-Gang-S-tronic           | 7-Gang-S-tronic           | 7-Gang-S-tronic           | 7-Gang-S-tronic           | 7-Gang-S-tronic           |
| Getriebe, Option                                | 7-Gang-S-tronic           | 7-Gang-S-tronic           | 7-Gang-S-tronic           | 7-Gang-S-tronic           | —                         | —                         | —                         | —                         | —                                                | —                         | —                         | —                         | —                         | —                         | —                         |
| Leergewicht                                     | 1535–1570 kg              | 1535–1605 kg              | 1525–1605 kg              | 1525–1570 kg              | 1695 kg                   | 1695 kg                   | 1695 kg                   | 1695 kg                   | 1815 kg                                          | 1695 kg                   | 1695 kg                   | 1695 kg                   | 1695 kg                   | 1790 kg                   | 1790 kg                   |
| max. Anhängelast                                | 1800 kg                   | 1800 kg                   | 2000 kg                   | 2000 kg                   | 2100 kg                   | 2100 kg                   | 2000 kg                   | 2000 kg                   | 1400 kg                                          | 2100 kg                   | 2100 kg                   | 2100 kg                   | 2100 kg                   | 1900 kg                   | 1900 kg                   |
| Beschleunigung, 0–100 km/h                      | 9,2–9,6 s                 | 9,4–9,6 s                 | 9,4–9,5 s                 | 9,1–9,4 s                 | 7,4 s                     | 7,4 s                     | 7,3 s                     | 7,3 s                     | 7,3 s                                            | 6,3 s                     | 6,3 s                     | 5,8 s                     | 5,8 s                     | 4,5 s                     | 4,5 s                     |
| Höchstgeschwindigkeit                           | 207–211 km/h              | 204–205 km/h              | 206–208 km/h              | 206 km/h                  | 220 km/h                  | 220 km/h                  | 222 km/h                  | 221 km/h                  | 210 km/h                                         | 233 km/h                  | 233 km/h                  | 238 km/h                  | 237 km/h                  | 250 km/h (3) 280 km/h (4) | 250 km/h (3) 280 km/h (4) |
| elektr. Höchstgeschwindigkeit                   | —                         | —                         | —                         | —                         | —                         | —                         | —                         | —                         | 140 km/h                                         | —                         | —                         | —                         | —                         | —                         | —                         |
| Kraftstoffverbrauch WLTP auf 100 km, kombiniert | 6,6–7,2 l Super           | 6,6–6,8 l Super           | 6,4–7,4 l Super           | 6,5–7,3 l Super           | 8,6–8,8 l Super           | 8,7–8,8 l Super           | 7,6–8,3 l Super           | 7,8–8,5 l Super           | 1,6–2,0 l Super                                  | 8,6–8,7 l Super           | 8,5–8,6 l Super           | 8,2–8,8 l Super           | 8,4–9,2 l Super           | 8,8–8,9 l Super           | 9,5–10,1 l Super          |
| elektrische Reichweite WLTP, kombiniert         | —                         | —                         | —                         | —                         | —                         | —                         | —                         | —                         | 45–51 km                                         | —                         | —                         | —                         | —                         | —                         | —                         |
| CO2-Emission, WLTP                              | 155–163 g/km              | 149–155 g/km              | 146–168 g/km              | 149–166 g/km              | 195–198 g/km              | 197–199 g/km              | 173–188 g/km              | 177–193 g/km              | 37–45 g/km                                       | 195–197 g/km              | 194–196 g/km              | 186–199 g/km              | 191–209 g/km              | 202–203 g/km              | 216–228 g/km              |
| Abgasnachbehandlung, PM                         | Ottopartikelfilter        | Ottopartikelfilter        | Ottopartikelfilter        | Ottopartikelfilter        | Ottopartikelfilter        | Ottopartikelfilter        | Ottopartikelfilter        | Ottopartikelfilter        | Ottopartikelfilter                               | Ottopartikelfilter        | Ottopartikelfilter        | Ottopartikelfilter        | Ottopartikelfilter        | Ottopartikelfilter        | Ottopartikelfilter        |
| Abgasnorm nach EU-Klassifikation                | Euro 6d-TEMP              | Euro 6d-TEMP-EVAP-ISC     | Euro 6d-ISC-FCM           | Euro 6e                   | Euro 6d-TEMP-EVAP         | Euro 6d-TEMP-EVAP-ISC     | Euro 6d-ISC-FCM           | Euro 6e                   | Euro 6d-ISC-FCM                                  | Euro 6d-TEMP-EVAP         | Euro 6d-TEMP-EVAP-ISC     | Euro 6d-ISC-FCM           | Euro 6e                   | Euro 6d-TEMP-EVAP         | Euro 6d-ISC-FCM           |

### Dieselmotoren
|                                                  | 35 TDI                        | 35 TDI                        | 35 TDI                        | 35 TDI                        | 40 TDI                        | 40 TDI                        | 40 TDI                        |
| ------------------------------------------------ | ----------------------------- | ----------------------------- | ----------------------------- | ----------------------------- | ----------------------------- | ----------------------------- | ----------------------------- |
| Bauzeitraum                                      | 11/2018–08/2020               | 08/2020–02/2024               | 02/2024–06/2025               | 08/2020–02/2024               | 11/2018–08/2020               | 08/2020–02/2024               | 02/2024–06/2025               |
| Motorkennbuchstaben                              | DFGA                          | DTS                           |                               | DTS                           | DFHA                          |                               |                               |
| Motorbaureihe                                    | VW EA288                      | VW EA288 evo                  | VW EA288 evo                  | VW EA288 evo                  | VW EA288                      | VW EA288 evo                  | VW EA288 evo                  |
| Motorart                                         | Dieselmotor                   | Dieselmotor                   | Dieselmotor                   | Dieselmotor                   | Dieselmotor                   | Dieselmotor                   | Dieselmotor                   |
| Motorbauart                                      | Reihenbauart                  | Reihenbauart                  | Reihenbauart                  | Reihenbauart                  | Reihenbauart                  | Reihenbauart                  | Reihenbauart                  |
| Motoraufladung                                   | Turbolader                    | Turbolader                    | Turbolader                    | Turbolader                    | Turbolader                    | Turbolader                    | Turbolader                    |
| Gemischaufbereitung                              | Common-Rail-Einspritzung      | Common-Rail-Einspritzung      | Common-Rail-Einspritzung      | Common-Rail-Einspritzung      | Common-Rail-Einspritzung      | Common-Rail-Einspritzung      | Common-Rail-Einspritzung      |
| Zylinder/Ventile                                 | 4/16                          | 4/16                          | 4/16                          | 4/16                          | 4/16                          | 4/16                          | 4/16                          |
| Hubraum                                          | 1968 cm³                      | 1968 cm³                      | 1968 cm³                      | 1968 cm³                      | 1968 cm³                      | 1968 cm³                      | 1968 cm³                      |
| max. Leistung bei min−1, Verbrennungsmotor       | 110 kW (150 PS)/3500–4000/min | 110 kW (150 PS)/3000–4200/min | 110 kW (150 PS)/3000–4200/min | 110 kW (150 PS)/3500–4000/min | 140 kW (190 PS)/3500–4000/min | 147 kW (200 PS)/3600–4100/min | 142 kW (193 PS)/3500–4200/min |
| max. Drehmoment bei min−1, Verbrennungsmotor     | 340 Nm/1750–3000/min          | 360 Nm/1600–2750/min          | 360 Nm/1600–2750/min          | 360 Nm/1600–2750/min          | 400 Nm/1750–3250/min          | 400 Nm/1750–3500/min          | 400 Nm/1750–3250/min          |
| Antriebsart, Serie                               | Vorderradantrieb              | Vorderradantrieb              | Vorderradantrieb              | Allradantrieb (1)             | Allradantrieb (1)             | Allradantrieb (1)             | Allradantrieb (1)             |
| Antriebsart, Option                              | Allradantrieb                 | —                             | —                             | —                             | —                             | —                             | —                             |
| Getriebe, Serie                                  | 6-Gang-Schaltgetriebe         | 6-Gang-Schaltgetriebe         | 7-Gang-S-tronic               | 7-Gang-S-tronic               | 7-Gang-S-tronic               | 7-Gang-S-tronic               | 7-Gang-S-tronic               |
| Getriebe, Option                                 | 7-Gang-S-tronic               | 7-Gang-S-tronic               | —                             | —                             | —                             | —                             | —                             |
| Leergewicht                                      | 1655–1700 kg                  | 1655 kg                       | 1655 kg                       | 1735 kg                       | 1770 kg                       | 1735 kg                       | 1735 kg                       |
| max. Anhängelast                                 | 2000 kg                       | 2000 kg                       | 2000 kg                       | 2200 kg                       | 2200 kg                       | 2200 kg                       | 2200 kg                       |
| Beschleunigung, 0–100 km/h                       | 9,2–9,3 s                     | 9,3 s                         | 9,3 s                         | 9,5 s                         | 8,0 s                         | 7,3 s                         | 7,6 s                         |
| Höchstgeschwindigkeit                            | 207–211 km/h                  | 206 km/h                      | 203 km/h                      | 205 km/h                      | 221 km/h                      | 225 km/h                      | 218 km/h                      |
| Kraftstoffverbrauch WLTP auf 100 km , kombiniert | 4,7–5,7 l Diesel              | 5,4–6,0 l Diesel              | 5,5–6,0 l Diesel              | 5,9–6,5 l Diesel              | 5,5–5,6 l Diesel              | 6,1–7,0 l Diesel              | 6,3–7,0 l Diesel              |
| CO2-Emission, WLTP                               | 123–150 g/km                  | 141–157 g/km                  | 143–158 g/km                  | 154–169 g/km                  | 145–148 g/km                  | 161–183 g/km                  | 165–183 g/km                  |
| Abgasnachbehandlung, PM                          | Dieselpartikelfilter          | Dieselpartikelfilter          | Dieselpartikelfilter          | Dieselpartikelfilter          | Dieselpartikelfilter          | Dieselpartikelfilter          | Dieselpartikelfilter          |
| Abgasnachbehandlung, NOX                         | SCR-Katalysator               | SCR-Katalysator               | SCR-Katalysator               | SCR-Katalysator               | SCR-Katalysator               | SCR-Katalysator               | SCR-Katalysator               |
| Abgasnorm nach EU-Klassifikation                 | Euro 6d-TEMP                  | Euro 6d-ISC-FCM               | Euro 6e                       | Euro 6d-ISC-FCM               | Euro 6d-TEMP                  | Euro 6d-ISC-FCM               | Euro 6e                       |